# Power Gate
Singles de Nana Mizuki
Love & History
(2002) Suddenly ~Meguriaete~
(2002)
Power Gate est le 5e Single de la chanteuse et seiyū japonaise Nana Mizuki sorti le 1er mai 2002 sous le label King Records, le même jour que son quatrième single Love & History. Il arrive 50e à l'Oricon et reste classé 1 semaine pour un total de 3 430 exemplaires vendus.
Onna ni naare est une reprise de la chanson homonyme de Miho Morikawa sortie en single en 1987. Power Gate a été utilisé comme thème de fermeture pour l'émission M-Voice diffusé sur TV Osaka. Elle se trouve sur l'album Magic Attraction et sur la compilation The Museum.

## Liste des titres
| 1. | Power Gate (lit. La porte du pouvoir)                  | 4:33 |
| 2. | Onna ni naare (lit. C'est une femme)                   | 3:57 |
| 3. | Power Gate (version instrumentale)                     | 4:33 |
| 4. | Onna ni naare (version instrumentale) (おんなになあれ) | 3:56 |

Auteurs : La première chanson est composée entièrement par Toshiro Yabuki. Les paroles et la musique de la face-B sont composées par Aska, tandis que les arrangements sont faits par Tsutomu Ohira.